# Arma

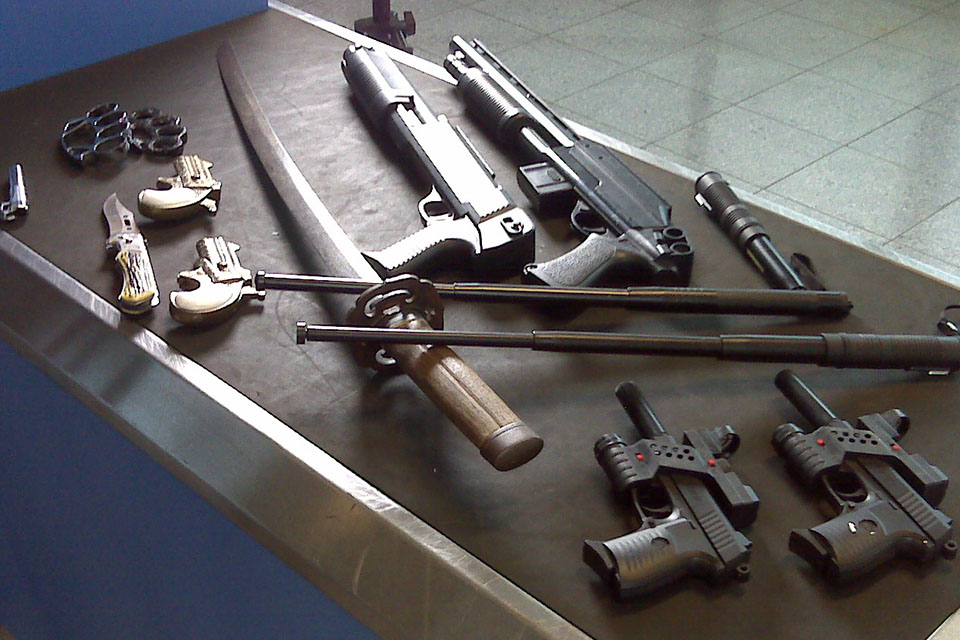
Armi di vario tipo sequestrate dagli agenti della Border Force presso l'aeroporto di Manchester nel 2013.

Un'arma è un qualsiasi oggetto, dispositivo, strumento meccanico o elemento di natura chimica, nucleare o elettromagnetica che venga utilizzato allo scopo di offendere oppure sia progettato per la difesa personale dell'utilizzatore.
In linea puramente teorica, qualunque oggetto può essere utilizzato come arma, anche se chiaramente alcuni possono risultare più efficaci o più idonei allo scopo, rispetto ad altri.

## Storia

### Preistoria ed età della pietra

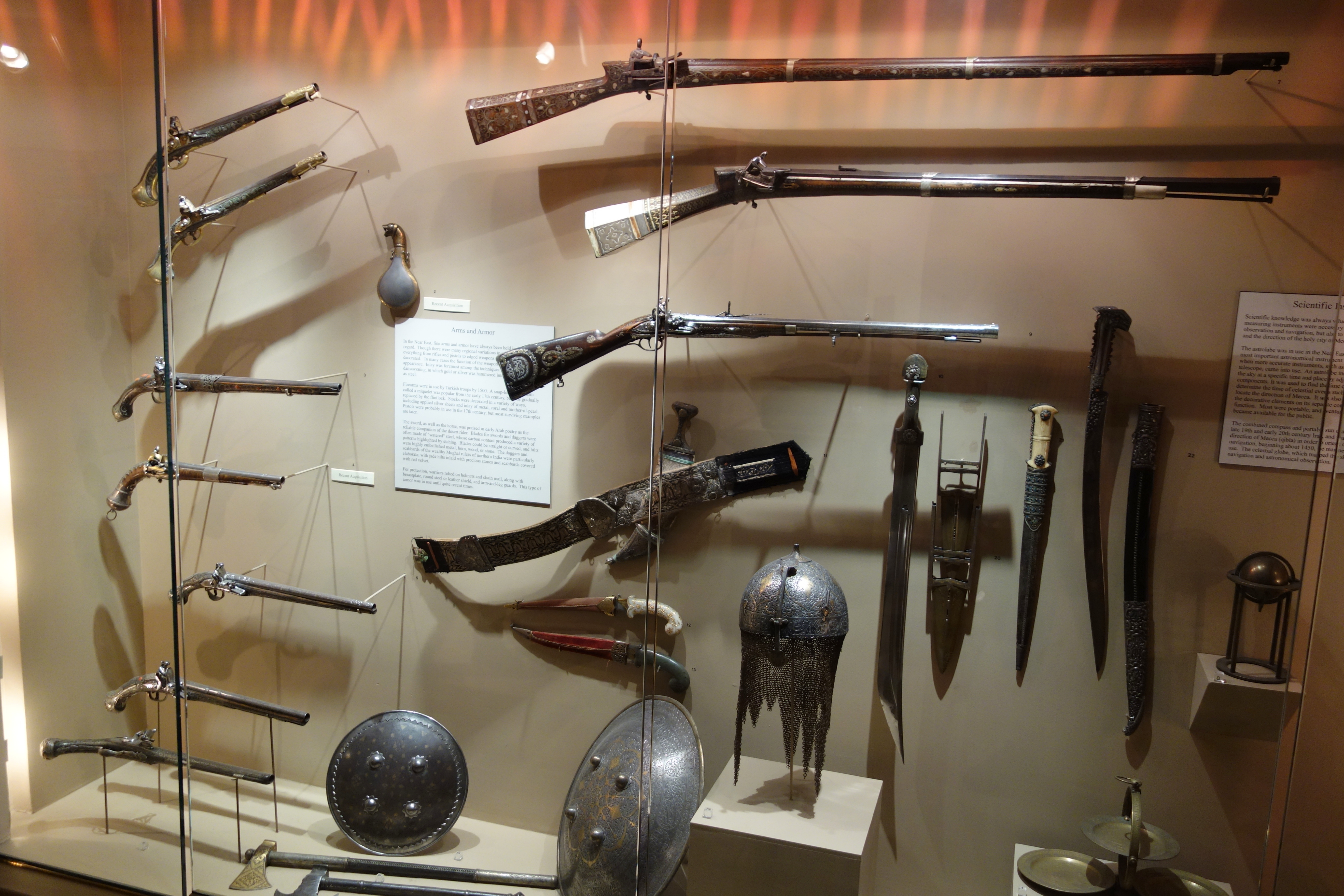
Alcune armi orientali tra cui armi da fuoco ad acciarino, armi bianche e parti di armatura esposte all'Huntington Museum of Art (Virginia Occidentale - Stati Uniti d'America.

La clava, da molti storici viene ritenuta la prima arma e quindi la più antica arma fabbricata dall'uomo. Vennero ben presto la mazza un bastone appuntito con corno, e poi le scuri, i coltelli come le daghe, le lance, gli archi e le frecce costruite con selci lavorate o come in uso nelle civiltà precolombiane, in america, con schegge di ossidiana. Con l'uso dei metalli la varietà, tanto da offesa, quanto da difesa, si accrebbe rapidamente e ne nacque la prima suddivisione in difensive e offensive, le quali presero forme e i nomi più svariati. Nell'età della pietra si fabbricarono lame, coltelli, scuri di selce, e mazze semplici o formate di un bastone spaccato a una delle estremità, avente dentro lo spacco una pietra tenuta a posto con una legatura fatta di strisce di corteccia di albero o con una cordicella fatta di minugia attorcigliata.

### Età antica
Parecchi storici sostengono che le macchine da lancio o da getto (baliste, catapulte) furono usate per prime dalle civiltà orientali i quali già le adoperavano da parecchi secoli quando, poco prima di Pericle, i Greci ne appresero l'uso. Invece, secondo Plutarco la macchina da lancio sarebbe originaria della penisola italiana e risalirebbe al IV secolo a.C.; i Greci l'avrebbero importata dalla Sicilia, che era già allora centro di sviluppatissima civiltà, anche militare. Comunque è certo che Ciro, che fu uno dei più audaci e geniali condottieri della storia antica, adoperò ampiamente la balista.
Nell'antica Grecia le macchine da getto ebbero diffusione dopo la guerra contro Serse e quella del Peloponneso, e vennero perfezionate da Filippo II di Macedonia e Alessandro Magno, i quali adoperarono dei parchi costruiti e diretti da Polido e Diodato. Questi parchi servivano esclusivamente per gli assedi, soltanto Alessandro fece il primo tentativo per utilizzarli in operazioni di campagna contro i Traci e, nella spedizione asiatica, mise in campo un'artiglieria eccellente, baliste e catapulte, di cui erano totalmente sprovvisti i Persiani e che provò le sue alte qualità tecniche negli assedi di Alicarnasso e di Tiro. Traiano utilizzò ampiamente le macchine da guerra anche sul campo di battaglia, in particolare la carroballista.
Va rilevato che dalle macchine da getto gli Elleni trassero scarso rendimento; a ciò contribuì l'insuccesso della seconda battaglia di Mantinea, durante la guerra del Peloponneso. La hasta nella civiltà romana era lunga circa metri 1,75, quanto l'altezza di chi la portava il quale era chiamato hastatus. Nei secoli XV, XVI e XVII si chiamò picca ed era per la fanteria molto lunga, facendo riscontro all'antico contus, arma propria dei cavalieri o all'antica sarissa della fanteria dell'esercito macedone.

### Medioevo ed età moderna
Durante il medioevo e nell'età moderna incominciarono ad apparire le macchine corazzate e le armi da lancio. Tra le armi di difesa, si ricordano scudi e armature: in particolare, si attribuisce al capitano di ventura Mostarda da Forlì (XIV-XV secolo) l'introduzione dell'uso di armature interamente di ferro, anziché in cuoio, come si faceva fino ad allora. Le milizie medioevali usavano anche le cosiddette chiaverine,  nome dell'arma derivato da una parte di essa (l'asta) che portava in cima una cuspide di forma e materiale variabili. L'invenzione delle armi da fuoco e la loro applicazione alla guerra fece diminuire e quasi totalmente abbandonare le armi difensive personali.
Una prima grande svolta nella fabbricazione e nell'uso delle armi in Europa si ebbe nel XIV secolo con l'affermarsi dell'utilizzo bellico della polvere da sparo; vennero così costruite le prime armi da fuoco, che sfruttavano come forza propulsiva per il lancio di proiettili proprio i gas generati dalla deflagrazione della polvere da sparo quando questa veniva incendiata; uguale influsso ebbero gli approfondimenti degli studi sulla balistica. Il primo archibugio fu costruito in Spagna nel 1450., altre armi che si diffusero nel periodo furono colubrine, archibugi, moschetti, spingarde, pistole.
Tra le artiglierie del periodo, oltre ai primi tipi di armi lanciate a mano come bombe e granate, ci furono le bombarde. Le armi da fuoco portatili presero fin dall'inizio vari nomi, a seconda dell'epoca di costruzione, della forma, dei meccanismi presenti. Lo stesso avvenne per le artiglierie.

### Il XIX e XX secolo
Con le scoperte scientifiche del XIX secolo e del XX secolo, alle cosiddette armi convenzionali si sono via via aggiunte o sostituite armi più sofisticate che fanno ricorso a tecnologie avanzate basate sull'uso della chimica (armi chimiche, con veleni o tossine), della biologia (armi batteriologiche, con ceppi di batteri o di virus letali), dell'energia nucleare (armi nucleari, come ad esempio la bomba atomica e la bomba H).

## Classificazione
Con il progredire e l'evolversi delle tecnologia si sono andate sviluppando e affermando diversi tipi di armi, che possono essere variamente classificate.

### Arma contundente
Sono delle armi - generalmente utilizzate nel combattimento corpo a corpo - solitamente in grado di infliggere ferite e lesioni, e solo in particolari casi di uccidere. Esse si basano sul principio dell'urto col bersaglio e per questo, sono chiamati anche armi da botta e ne sono tipici rappresentanti i bastoni, il martello d'arme, le mazze, le clave. Altro esempio di tali armi, utilizzato in età antica e durante il medioevo, era il mazzafrusto.

### Armi bianche

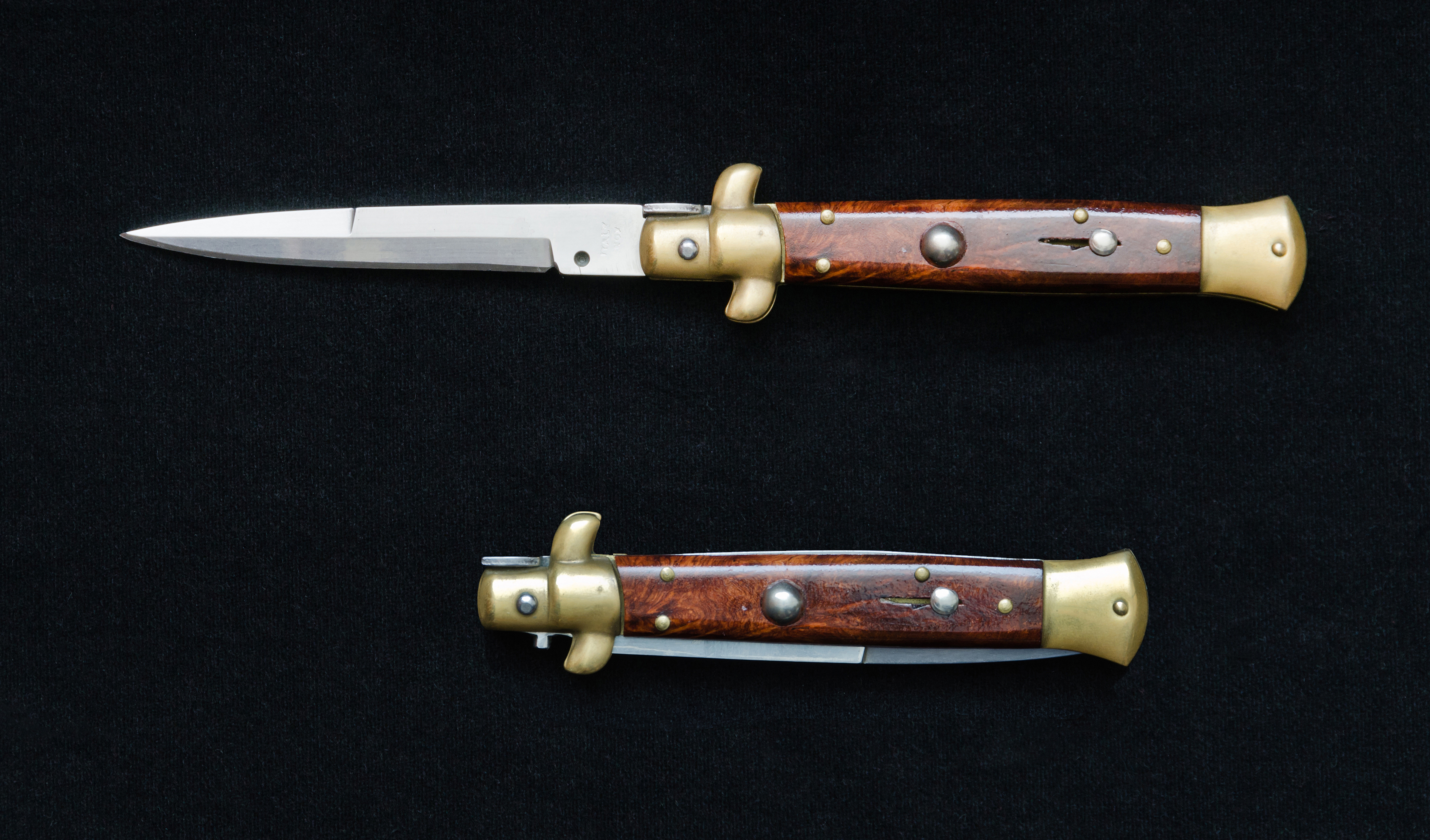
Un coltello a serramanico.

Sono tali armi ma anche oggetti che provocano danni al bersaglio se impugnati e azionati dall'uomo con la sola forza fisica anch'esse solitamente utilizzate nel combattimento corpo a corpo. In tale categoria possono essere ricomprese anche le armi contundenti; ma specificamente rispetto a queste incorporano lame. Quest'ultima è un pezzo di metallo di forma adeguata che presenta una o più parti affilate chiamate "filo". Le lame possono essere più adatte a tagliare (in questo caso si parla di armi da taglio e ne sono tipici rappresentanti le spade, i coltelli, le sciabole e le asce) o a colpire di punta per penetrare nel bersaglio, come i pugnali o le lance, le picche e le baionette: a questo scopo, alcune armi da punta non prevedono nemmeno la presenza del filo sulla lama, ma hanno solamente la punta acuminata necessaria per penetrare e/o sfondare (come alcuni tipi di stiletto, il fioretto o il martello d'armi a becco di corvo).
Si possono inoltre distinguere le armi bianche secondo la dimensione in corte, medie e lunghe. Le armi bianche corte sono occultabili e generalmente non superano la trentina di centimetri: in questa categoria si possono catalogare i coltelli, i pugnali, gli stiletti, le daghe corte, le accette da lancio. Le armi bianche medie erano le tipiche armi individuali da guerra da usare a corta distanza prima dell'avvento delle armi da fuoco: spade, sciabole, asce da guerra. 
Sono armi bianche lunghe, specificamente dette armi inastate (o immanicate), quelle poste al termine di un bastone (asta) che ne diventa il mezzo per impugnarle (manico) e per aumentare la distanza di efficacia delle armi stesse: la categoria ricomprende azza, berdica, picche, alabarda, giavellotto. Sono tali tutte le armi che hanno un manico lungo da due a più metri e permettono di colpire l'avversario a qualche distanza continuando a impugnarle (seppure alcune sia possibile anche lanciarle, come ad esempio il giavellotto).

### Armi da lancio
Sono armi da lancio quelle armi che, sempre grazie alla forza fisica dell'uomo e in abbinamento a dispositivi meccanici (ma sempre caricati dalla forza del lanciatore) servono per lanciare - anche a distanze considerevoli - proiettili di vario tipo come pietre, frecce, quadrella (arco, balestra, trabucco, fionda, scorpione, balista, carroballista), o che vengono esse stesse lanciate (giavellotto, asce da lancio, coltelli da lancio).
A seconda delle dimensioni e del numero di persone necessarie al proficuo utilizzo di queste armi, si ha la distinzione tra armi da lancio individuali (tutte quelle lanciate direttamente come giavellotto, asce da lancio, coltelli da lancio, nonché quelle che lanciano proiettili come arco, fionda, balestra, cerbottana) e armi di artiglieria (ballista, catapulta, trabucco, onagro e carroballista).

### Armi da fuoco

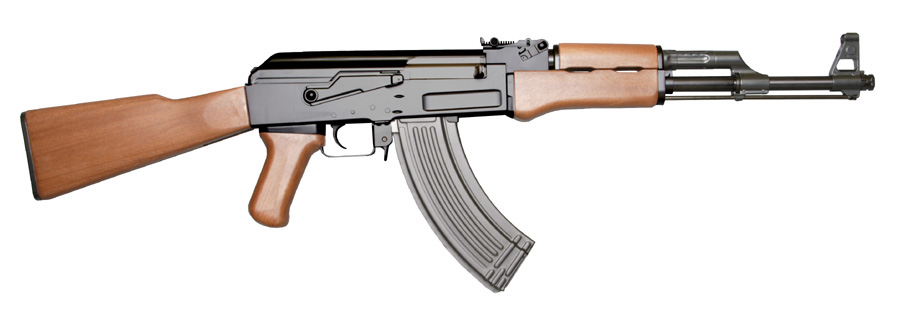
Un AK-47, l'arma da fuoco più diffusa al mondo

Le armi da fuoco si possono dividere, anche in rapporto alle loro dimensioni e alla loro tipologia, in armi portatili (o leggere) (ad esempio pistola, fucile), armi di artiglieria (cannone, mortaio) e in armi esplodenti (bombe, mine, granate).
Nella categoria rientrano le armi che lanciano proiettili contenenti in sé energia propulsiva (lanciarazzi come il bazooka o il sistema MLRS, lanciamissili come il FIM-92 Stinger): tali armi sono sostanzialmente dei supporti di lancio per armi esplodenti che usano il principio del razzo per la loro stessa propulsione, altre armi da fuoco non tradizionali sono quelle elettriche, dove tramite una corrente si genera un campo elettromagnetico che accelera il proiettile, come nel caso del cannone a rotaia e del cannone di Gauss.

### Armi non letali
Le armi non letali (in inglese non-lethal weapon) o inabilitanti sono particolari tipi di armi, atte a fermare o comunque bloccare persone, masse di persone, materiali o mezzi. Spesso sono usate in operazioni anti-sommossa. Questo tipo di armi colpiscono, puniscono e scoraggiano i bersagli, ma in teoria non dovrebbero uccidere. Solitamente questo tipo di armi utilizzano le moderne tecnologie nel campo dell'elettronica, l'optoelettronica, l'acustica, la chimica, la biologica, la medicina e la meccanica.
Alcuni tipi di queste armi sono:
- il Taser, pistola di stordimento che emette delle scariche elettriche
- il Long Range Acoustic Device, un cannone sonoro che sfrutta le onde acustiche
- i beanbags (letteralmente sacchetti di fagioli, ossia munizioni in calibro 12 il cui proietto è costituito da pallettoni in gomma)
- pistole laser che causano una cecità provvisoria

### Armi esplosive e a propulsione
Sono armi che sfruttano la potenza generata dalla carica di esplosivo che incorporano, per generare danni a persone e cose.
Questa particolare categoria di armi da fuoco, costituita da armi esplodenti, nasce per danneggiare bersagli molto estesi o molto grandi, come edifici, macchinari, automezzi, mezzi corazzati, navi eccetera: generalmente non vengono usate da singoli uomini (ci sono eccezioni, come le bombe a mano, i lanciarazzi RPG e alcuni lanciamissili SAM spalleggiabili), ma lanciate da cannoni o sganciate da aerei o navi, o da appositi veicoli di terra e si differenziano tra di loro soprattutto per i diversi modi di arrivare sul bersaglio; per tale differenziazione avremo quindi:
- Mine: armi esplodenti "da posa", ovvero ordigni esplosivi che vengono sotterrati nel terreno o lasciati in mare in attesa che sia il bersaglio ad arrivare in prossimità dell'arma facendola esplodere e ricevendone i danni. Esistono tuttavia anche mine che vengono azionate quando vengono toccate, e sono dette pappagalli verdi, oppure il nome originale: pfm1. Nel caso delle mine terrestri, si hanno mine antiuomo (piccole e leggere, da posare in grandi quantità) e mine anticarro (più grandi delle mine antiuomo in quanto pensate per danneggiare veicoli corazzati) oltre che mine da demolizione (sono cariche esplosive che vengono posate direttamente da operatori specializzati sui bersagli o sulle opere edili da distruggere). Nel caso delle mine navali, queste possono essere galleggianti, ancorate sul fondo marino (se questo non è troppo profondo) e trattenute da catene in modo da rimanere sott'acqua a determinate profondità o addirittura, se "intelligenti", lasciate sul fondo lasciando il compito dell'affioramento alla mina stessa (che lo farà nel momento in cui i suoi sensori rilevano l'avvicinarsi di una nave avversaria). I tutti i casi (sia per mine terrestri sia per mine marine), l'esplosione della carica esplosiva può essere attivata in diversi modi, a seconda del tipo di mina: dalla pressione a seguito del contatto con il bersaglio, da un comando elettrico o radiotrasmesso, dallo strappo di appositi fili-trappola in tensione o dal segnale generato da sensori di prossimità oltre che dal semplice scadere di un tempo prefissato. Attualmente, 133 Stati del mondo hanno aderito alla Convenzione internazionale per la proibizione dell'uso, stoccaggio, produzione, vendita di mine antiuomo e relativa distruzione del 1997: in base a tale trattato internazionale i firmatari non consento o l'utilizzo di mine antiuomo.
- Bombe a mano (o granate): armi esplodenti "da lancio" che vengono tirate manualmente dal singolo soldato. Affinché la detonazione avvenga in prossimità del bersaglio, l'ordigno è dotato di un dispositivo di innesco che può essere "con ritardo a tempo" (per cui l'esplosione avviene dopo un determinato periodo di tempo dal momento che si è armata la bomba, come nel caso della bomba a mano OD 82 in dotazione attuale all'Esercito Italiano) o "a percussione" (per cui l'esplosione avviene quando la bomba impatta contro un ostacolo, come nel caso della bomba a mano SRCM 35 in dotazione all'E.I. fino agli anni novanta).
- Bombe d'aereo: armi esplodenti "da caduta", ovvero ordigni esplosivi che vengono sganciati da velivoli e che arrivano sul bersaglio in caduta libera. Per attivare la detonazione della carica esplosiva, anch'esse possono essere dotate di spolette che permettono l'esplosione al contatto con il bersaglio o con un tempo di ritardo prefissato. I recenti progressi tecnici e tecnologici hanno permesso la nascita prima delle "bombe guidate" e poi delle "bombe intelligenti": le bombe guidate (dette anche guided bomb) sono ordigni di caduta dotati di alcune appendici aerodinamiche mobili che permettono di modificare la traiettoria descritta dalla bomba durante la sua caduta, traiettoria che viene variata tramite comandi o segnali dall'esterno (ne sono un esempio le bombe guidate a distanza, a guida laser o semplicemente radiocomandate). Le "bombe intelligenti" (dette anche smart bomb) in più rispetto alle bombe guidate, sono dotate di sensori di diverso tipo e sono autonome da segnali esterni per la loro direzionalità in quanto, una volta sganciate, sono loro stesse a identificare il bersaglio e a dirigervisi contro in modo autonomo. Esistono inoltre anche bombe a submunizionamento (come le bombe a grappolo) che hanno al loro interno un certo numero di ordigni di dimensioni più piccole che vengono rilasciate prima dell'impatto al suolo, in modo da coprire aree di maggiori dimensioni.
- Granate (o proietti d'artiglieria): armi esplodenti "da lancio" che arrivano sul bersaglio sfruttando la forza propellente di una carica esplosiva fatta detonare dietro al proietto all'interno di una canna di un pezzo d'artiglieria (che può essere un mortaio, un cannone o un obice). Vi sono diversi tipi di munizioni per artiglieria (a frammentazione, ad alto esplosivo o HE, a carica cava o HEAT, fumogeni, incendiari) per coprire diverse esigenze e tipi di intervento, compresi proietti "a submunizionamento" che rilasciano granate più piccole prima dell'impatto sulla zona bersaglio: in tal modo si possono coprire con pochi colpi aree più vaste con ordigni specifici per svariate esigenze. Inoltre, come nel caso delle "bombe", la moderna tecnologia ha portato a sviluppare anche ordigni d'artiglieria "intelligenti" che hanno un qualche sistema di "autoguida" per dirigersi in modo più o meno autonomo sul bersaglio migliorando enormemente la precisione del tiro (un esempio di tale tipo di munizionamento sono i proiettili in corso di sviluppo c/o la ditta costruttrice italiana OTO Melara per il loro uso nei pezzi navali da 76 mm e da 127 mm nel ruolo antiaereo e controcosta)
- Razzi: armi esplodenti "da lancio" che sfruttano il motore a razzo incorporato per dirigersi verso il bersaglio. In queste armi non sono presenti sistemi di guida per variarne la traiettoria balistica (anche se la moderna tecnologia permette la costruzione di testate belliche che contengono più "submunizioni" che possono anche avere un sistema di guida autonomo), per cui occorre calcolare esattamente la traiettoria che seguiranno prima di lanciarli, altrimenti non si colpirà il bersaglio. I razzi possono essere per uso d'artiglieria, (come per esempio nei sistemi lanciarazzi russi Katjuša della seconda guerra mondiale o come nei sistemi moderni MLRS o Firos 25 e 50), per uso individuale (come quelli a carica cava per uso anticarro sparati dal Bazooka americano o dal Panzerschreck tedesco nella II GM, nonché dai più moderni Carl Gustav svedesi o dai sistemi AT4 svedesi/americani) e per uso aereo (i razzi sparati da aerei ed elicotteri, normalmente verso bersagli di superficie).
- Missili: esattamente come i razzi, sono armi esplodenti che sfruttano il proprio motore per dirigersi verso il bersaglio; sono però dotate di sistema di guida (può essere sia autonomo sia dipendente dall'esterno, così come può essere misto con entrambe le possibilità di guida) oltre che di superfici aerodinamiche mobili: questo permette di dirigersi anche verso bersagli che effettuano movimenti random non preventivabili e in ogni caso, possono correggere la propria traiettoria durante il volo di avvicinamento raggiungendo una precisione enorme. A seconda della piattaforma di lancio e del tipo di bersaglio per la distruzione del quale sono stati costruiti, avremo i missili terra-aria o SAM (Surface to Air Missile) che dal suolo vengono lanciati per abbattere aerei nemici, missili aria-suolo o AGM (Air to Ground Missile) che viceversa, vengono lanciati dai velivoli per colpire bersagli terrestri, missili antinave o ASM (Anti Ship Missile) nati per colpire e possibilmente affondare bersagli navali, missili terra-terra nati per colpire bersagli terrestri partendo da lanciatori terrestri e infine i missili aria-aria o AAM (Air to Air Missile) che vengono lanciati da velivoli per colpire altri velivoli.

### Armi di distruzione di massa
Sono armi progettate per causare distruzione in un ampio raggio geografico; In italiano è d'uso la dizione armi NBC dalle iniziali Nucleari, Batteriologiche, Chimiche. In inglese la sigla più usata è WMD, Weapon of Mass Destruction (arma di distruzione di massa), ma sono usati anche NBC e ABC (dove "A" sta per Atomic).
Lo scopo di queste armi non è tanto quello di colpire un obiettivo preciso quanto di distruggere quanti più edifici e mezzi e/o uccidere quante più persone possibile, indiscriminatamente e senza alcuna distinzione fra militari e civili: l'area colpita da esse è infatti tanto vasta, e gli effetti tanto duraturi nel tempo, da impedire il ritorno a una vita normale nell'area colpita per anni o per decenni, da parte di chiunque. Vengono anche definite armi della fine del mondo, perché un loro uso massiccio su vasta scala, per esempio in un'ipotetica terza guerra mondiale, avrebbe una buona probabilità di provocare l'estinzione della specie umana e di buona parte delle piante e degli animali superiori dal pianeta. L'utilizzo più comune di tali armi è la deterrenza, ovvero non sono fatte per essere usate ma per minacciare ritorsioni o attacchi.

### Armi da caccia
Sono armi da caccia solo alcune tipologie di armi lunghe (come ad esempio la "doppietta") che possono essere a canna rigata in calibro uguale a 5,6 mm e bossolo lungo almeno 40 mm, a canna rigata in calibro superiore a 5,6 mm senza limite alla lunghezza del bossolo, a canna liscia in calibro non superiore al 12. Non sono armi da caccia le armi corte, le armi lunghe a canna rigata in calibro inferiore a 5,6 mm, le armi lunghe a canna rigata somiglianti ad armi da guerra.

### Armi sportive
Sono armi concepite per attività sportiva, quali il tiro a segno. Queste armi si contraddistinguono da quelle da guerra o quelle comuni per la loro meccanica più sofisticata, i sistemi di mira più precisi, le impugnature regolabili e altri accorgimenti che ne fanno delle armi adatte all'esercizio dello sport del tiro. Esempi del tipo sono il "sovrapposto" e le armi ad aria compressa.

## Armi proibite in guerra
Sono armi che sono proibite in base a trattati internazionali, la cui violazione è considerata un crimine di guerra, punibile da un tribunale internazionale alla fine delle ostilità.
Divieti analoghi esistevano fin nelle più antiche usanze di guerra, come risulta dai codici indiani ed ebraici. Quei codici consideravano da proibirsi le frecce dentate e le armi con la punta avvelenata e facevano divieto di uccidere gli inermi o coloro che si arrendevano, e di incendiare o distruggere senza assoluta necessità.. Era inoltre, nel medioevo, proibito l'utilizzo dell'arbalesta, o comunque lo si riteneva scorretto, in quanto poteva uccidere facilmente un cavaliere con molta più esperienza del tiratore.

## Sistema d'arma
Per sistema d'arma si intende l'associazione tra l'arma vera e propria e un dispositivo servente, ad esempio, un veicolo (anche convenzionale), contenitore, apparecchiatura di osservazione (radar) o personale di servizio, adatti alle condizioni di battaglia, che permettono di aumentare le prestazioni dell'arma, rendendola ad esempio mobile o aumentando il numero di colpi. Ad esempio, un cavaliere con la corazza, il suo scudiero e rispettivi cavalli costituiscono un sistema d'arma.
Altrettanto lo sono un cannone, il camion che lo traina, altri camion con le munizioni, le munizioni, gli addetti ad un pezzo d'artiglieria ed eventuali elicotteri o jeep di avvistamento nella prima linea, e le radio per comunicare. Un sommergibile nucleare, con i suoi missili SLBM sono un sistema d'arma. Lo sono anche missili come l'SS-26 Stone e il suo lanciatore, così come anche il laser Boeing YAL-1 e l'aereo che lo contiene, derivato dal convenzionale Boeing 747.
Nel secondo decennio del XXI secolo, Stati Uniti, Russia, Cina, Corea del Sud e Unione Europea hanno realizzato i primi droni e sistemi d'arma completamente autonomi. Il diritto internazionale umanitario e di guerra non regolamentano l'uso etico di questi dispositivi né l'eventuale responsabilità dei comandanti che li impiegano, per garantire la protezione dei civili, la limitazione dei danni da combattimento e un uso della forza proporzionale agli obbiettivi militari.

## La legislazione internazionale
In base a diversi trattati, accordi e convenzioni internazionali, l'utilizzo di particolari armi può essere limitato oppure vietato. Ricordiamo in proposito la dichiarazione di San Pietroburgo del 1868, proibisce i proiettili esplodenti di peso inferiore a quattrocento grammi. Tra i trattati più famosi abbiamo la convenzione dell'Aia del 1899, la convenzione dell'Aia del 1907, le varie convenzioni di Ginevra, nel trattato navale di Washington del 1922 ed il protocollo di Ginevra del 1925 sul divieto dell'impiego di gas asfissianti, velenosi o simili e di mezzi batteriologici in guerra. Nella seconda metà del XX secolo dopo la guerra del Vietnam è stato proibito anche l'uso del napalm; si ricordino poi la convenzione delle Nazioni Unite su certe armi convenzionali del 1980, della convenzione sulle armi chimiche del 1993 e del trattato di Ottawa del 1997 sull'utilizzo delle mine antiuomo e, in tema di traffico di armi, la convenzione delle Nazioni Unite contro la criminalità organizzata transnazionale stipulata a Palermo nel dicembre del 2000.

## Le legislazioni statali
Le armi generalmente sono usate dalle forze armate e dalle forze di polizia, con specifiche previsioni, ma tutti gli Stati nel mondo posseggono legislazione in materia; come ad esempio in tema di possesso illegale di armi, traffico di armi e per la possibilità di utilizzo da parte di privati, previo rilascio di una particolare autorizzazione, detta genericamente licenza di porto d'armi.

### Italia
Le principali norme in tema sono il testo unico delle leggi di pubblica sicurezza del 1933 e la legge 18 aprile 1975, n. 110; quest'ultima riguardo alle armi da fuoco qualifica come tali - definendole armi da sparo - tutte quelle armi in grado di lanciare un proiettile attraverso una canna, indipendentemente dall'utilizzo della combustione di polvere da sparo, comprese le armi ad aria compressa, ad eccezione di quelle con potenza inferiore a 7.5 joule.
La legislazione in materia non attribuisce al cittadino Ipso iure il diritto di portare o detenere armi, ma consente al Prefetto ed al Questore di autorizzarne l'acquisto, la detenzione o il porto in casi specifici; la giurisprudenza riconosce, in tale attività amministrativa, un alto grado di discrezionalità, in nome della tutela della sicurezza pubblica. Il rilascio delle autorizzazioni è in ogni caso subordinato all'accertamento della idoneità psichica del richiedente, certificata dal servizio sanitario nazionale italiano.

### Stati Uniti d'America
Il II emendamento della Costituzione degli Stati Uniti d'America sancisce a livello generale il principio dei privati di poter disporre di armi, oltre ad una legislazione generale federale generale, ogni Stato federato degli Stati Uniti ha proprie disposizioni in tema; tuttavia la politica delle armi negli Stati Uniti d'America ha sempre visto un dibattito piuttosto animato all'interno dell'opinione pubblica statunitense tra favorevoli e contrari.